# Lijst van rijksmonumenten in Haarzuilens
De plaats Haarzuilens telt 45 inschrijvingen in het rijksmonumentenregister. Hieronder een overzicht.
De 34 rijksmonumenten rond kasteel De Haar zijn hieronder in een afzonderlijke sectie gegroepeerd.

## Rijksmonumenten op diverse locaties
Naast de monumenten rond Kasteel De Haar bevinden zich nog 11 rijksmonumenten op diverse locaties in Haarzuilens.
| Object                                             | Oorspronkelijke functie? | Bouwjaar              | Architect                                                                           | Locatie           | Coördinaten?                 | Nr.?   | Afbeelding                                         |
| -------------------------------------------------- | ------------------------ | --------------------- | ----------------------------------------------------------------------------------- | ----------------- | ---------------------------- | ------ | -------------------------------------------------- |
| Hoeve                                              | Boerderij                | 16e/17e eeuw          |                                                                                     | Eikstraat 9       | 52° 7' 17" NB, 4° 59' 45" OL | 37514  | Meer afbeeldingen                                  |
| 't Klaverblad                                      | Boerderij                | 18e eeuw              |                                                                                     | Ockhuizerweg 20   | 52° 7' 46" NB, 4° 59' 43" OL | 37537  | Meer afbeeldingen                                  |
| Eendenkooi                                         | Tuin, park en plantsoen  | ca. 1800              |                                                                                     | Thematerweg bij 4 | 52° 7' 59" NB, 5° 0' 21" OL  | 510856 | Upload foto                                        |
| Kooikerswoning                                     | Woonhuis                 | 18e eeuw              |                                                                                     | Thematerweg 4     | 52° 8' 9" NB, 5° 0' 25" OL   | 514790 | Upload foto                                        |
| Tuinpaviljoen                                      | Tuin, park en plantsoen  | eerste kwart 19e eeuw |                                                                                     | Thematerweg bij 4 | 52° 7' 59" NB, 5° 0' 21" OL  | 514791 | Upload foto                                        |
| 't Wapen van Haarzuylen                            | Horeca                   | 1897                  | J.A. van Straaten jr. i.o.m. J. Cuypers                                             | Brink 2           | 52° 7' 15" NB, 4° 59' 51" OL | 520237 | Meer afbeeldingen                                  |
| Voormalige smederij annex woning                   | Nijverheid               | 1892                  | G.W. Trompert (bouw) J.A. van Straaten jr., J. Cuypers en Jac. van Gils (bebouwing) | Brink 12          | 52° 7' 16" NB, 4° 59' 53" OL | 520238 | Meer afbeeldingen                                  |
| Cordis dos optima candor                           | Woonhuis                 | 1898                  | J.A. van Straaten jr. en Jac. van Gils                                              | Brinkstraat 1     | 52° 7' 13" NB, 4° 59' 52" OL | 520239 | Meer afbeeldingen                                  |
| Blok arbeiderswoningen                             | Boerderij                | 1898                  | Jac. van Gils                                                                       | Eikstraat 5       | 52° 7' 14" NB, 4° 59' 50" OL | 520240 | Meer afbeeldingen                                  |
| Slotzicht                                          | Boerderij                | 1896                  | J.A. van Straaten jr.                                                               | Thematerweg 2     | 52° 7' 9" NB, 4° 59' 52" OL  | 520242 | Meer afbeeldingen                                  |
| Blok van vier op een rij gelegen arbeiderswoningen | Boerderij                | 1896                  | J. van Gils                                                                         | Eikstraat 6       | 52° 7' 13" NB, 4° 59' 49" OL | 520244 | Blok van vier op een rij gelegen arbeiderswoningen |

## Kasteel de Haar
Bij Kasteel De Haar horen de volgende 34 rijksmonumenten:
| Object                                                                   | Oorspronkelijke functie?  | Bouwjaar                                 | Architect | Locatie                   | Coördinaten?                 | Nr.?   | Afbeelding                                                               |
| ------------------------------------------------------------------------ | ------------------------- | ---------------------------------------- | --------- | ------------------------- | ---------------------------- | ------ | ------------------------------------------------------------------------ |
| Kasteel de Haar                                                          | Kasteel, buitenplaats     | 13e/14e eeuw (oorsprong) 1892 (herbouwd) |           | Kasteellaan 1             | 52° 7' 17" NB, 4° 59' 11" OL | 527892 | Kasteel de Haar                                                          |
| De Haar, tuin- en parkaanleg                                             | Tuin, park en plantsoen   | 1894-1910                                |           | Kasteellaan bij 1         | 52° 7' 16" NB, 4° 59' 6" OL  | 527893 | De Haar, tuin- en parkaanleg                                             |
| De Haar, toeganspoort met brug                                           | Bijgebouwen kastelen enz. | 1905                                     |           | Kasteellaan bij 1         | 52° 7' 11" NB, 4° 59' 4" OL  | 527894 | Meer afbeeldingen                                                        |
| De Haar, dienstgebouw met stalplein en waterput                          | Bijgebouwen kastelen enz. | 1900-1914                                |           | Kasteellaan bij 1         | 52° 7' 12" NB, 4° 59' 2" OL  | 527895 | De Haar, dienstgebouw met stalplein en waterput                          |
| De Haar, chatelet met kleine voorburcht en dubbele brug naar het kasteel | Bijgebouwen kastelen enz. | 1910-1920                                |           | Kasteellaan bij 1         | 52° 7' 18" NB, 4° 59' 8" OL  | 527896 | De Haar, chatelet met kleine voorburcht en dubbele brug naar het kasteel |
| De Haar, duiventoren met brug                                            | Bijgebouwen kastelen enz. | 1910                                     |           | Kasteellaan bij 1         | 52° 7' 19" NB, 4° 59' 10" OL | 527897 | De Haar, duiventoren met brug                                            |
| De Haar, Franse brug                                                     | Tuin, park en plantsoen   | 1900                                     |           | Kasteellaan bij 1         | 52° 7' 20" NB, 4° 59' 12" OL | 527898 | Meer afbeeldingen                                                        |
| De Haar, Grote voorburcht                                                | Bijgebouwen kastelen enz. | 1900                                     |           | Kasteellaan bij 1         | 52° 7' 19" NB, 4° 59' 15" OL | 527899 | De Haar, Grote voorburcht                                                |
| De Haar, kapel op kapeleiland met twee bruggen                           | Kapel                     |                                          |           | Kasteellaan bij 1         | 52° 7' 16" NB, 4° 59' 14" OL | 527900 | Meer afbeeldingen                                                        |
| De Haar, tuinsieraden in rozentuin                                       | Tuin, park en plantsoen   | 1900-1913                                |           | Kasteellaan bij 1         | 52° 7' 14" NB, 4° 59' 6" OL  | 527901 | De Haar, tuinsieraden in rozentuin                                       |
| De Haar, tuinsieraden in palmentuin                                      | Tuin, park en plantsoen   | 1900                                     |           | Kasteellaan bij 1         | 52° 7' 17" NB, 4° 59' 5" OL  | 527902 | De Haar, tuinsieraden in palmentuin                                      |
| De Haar, tuinsieraden in Romeinse tuin                                   | Tuin, park en plantsoen   | 19e eeuw                                 |           | Kasteellaan bij 1         | 52° 7' 14" NB, 4° 59' 11" OL | 527903 | De Haar, tuinsieraden in Romeinse tuin                                   |
| De Haar, bastions tussen Romeinse tuin en Zuylenlaan                     | Bijgebouwen kastelen enz. |                                          |           | Kasteellaan bij 1         | 52° 7' 15" NB, 4° 59' 15" OL | 527904 | Upload foto                                                              |
| De Haar, Siersmeedijzeren brug                                           | Tuin, park en plantsoen   | 1900                                     |           | Kasteellaan bij 1         | 52° 7' 14" NB, 4° 59' 15" OL | 527905 | Meer afbeeldingen                                                        |
| De Haar, tuinsieraden aan de westzijde van de Zuylenlaan                 | Tuin, park en plantsoen   | 1900                                     |           | Kasteellaan bij 1         | 52° 7' 15" NB, 4° 59' 20" OL | 527906 | De Haar, tuinsieraden aan de westzijde van de Zuylenlaan                 |
| De Haar, brug tussen gracht en vijver                                    | Tuin, park en plantsoen   | 1900                                     |           | Kasteellaan bij 1         | 52° 7' 17" NB, 4° 59' 17" OL | 527907 | Meer afbeeldingen                                                        |
| De Haar, entreehek van de Zuylenlaan                                     | Tuin, park en plantsoen   | 1900                                     |           | Kasteellaan 1             | 52° 7' 9" NB, 4° 59' 50" OL  | 527908 | Meer afbeeldingen                                                        |
| De Haar, portierswoning aan de Zuylenlaan                                | Dienstwoning              | 1910                                     |           | Eikslaan 6                | 52° 7' 8" NB, 4° 59' 48" OL  | 527909 | Upload foto                                                              |
| De Haar, tuinsieraden in Franse tuin                                     | Tuin, park en plantsoen   | 1900                                     |           | Kasteellaan bij 1         | 52° 7' 23" NB, 4° 59' 12" OL | 527910 | De Haar, tuinsieraden in Franse tuin                                     |
| De Haar, Moestuinmuur met toegangsmuur met spijlenhek                    | Tuin, park en plantsoen   | 1900                                     |           | Kasteellaan bij 1         | 52° 7' 22" NB, 4° 59' 43" OL | 527911 | Upload foto                                                              |
| De Haar, brug tussen Franse tuin en hertenkamp                           | Tuin, park en plantsoen   | 1900                                     |           | Kasteellaan bij 1         | 52° 7' 20" NB, 4° 59' 16" OL | 527912 | De Haar, brug tussen Franse tuin en hertenkamp                           |
| De Haar, tennishuisje                                                    | Bijgebouwen kastelen enz. | 1912                                     |           | Kasteellaan bij 1         | 52° 7' 27" NB, 4° 59' 8" OL  | 527913 | De Haar, tennishuisje                                                    |
| De Haar, brug "Limburg"                                                  | Tuin, park en plantsoen   | 1900                                     |           | Kasteellaan bij 1         | 52° 7' 41" NB, 4° 59' 31" OL | 527914 | Meer afbeeldingen                                                        |
| De Haar, grote hertenkamp met verblijf                                   | Tuin, park en plantsoen   |                                          |           | Kasteellaan bij 1         | 52° 7' 30" NB, 4° 59' 20" OL | 527915 | De Haar, grote hertenkamp met verblijf                                   |
| De Haar, platte brug                                                     | Tuin, park en plantsoen   | 1905                                     |           | Kasteellaan bij 1         | 52° 7' 25" NB, 4° 59' 25" OL | 527916 | Meer afbeeldingen                                                        |
| De Haar, betonnen brug in Zuiderpark                                     | Tuin, park en plantsoen   | 1905                                     |           | Kasteellaan bij 1         | 52° 7' 1" NB, 4° 59' 20" OL  | 527917 | Upload foto                                                              |
| De Haar, rode bakstenen brug op Bochtdijk                                | Tuin, park en plantsoen   | 1900                                     |           | Kasteellaan bij 1         | 52° 7' 11" NB, 4° 59' 18" OL | 527918 | De Haar, rode bakstenen brug op Bochtdijk                                |
| De Haar, betonnen brug met hek over Bochtdijk                            | Tuin, park en plantsoen   | 1906                                     |           | Kasteellaan bij 1         | 52° 7' 9" NB, 4° 59' 26" OL  | 527919 | Meer afbeeldingen                                                        |
| De Haar, boswachterswoning                                               | Dienstwoning              | 1924                                     |           | Parkweg 3                 | 52° 6' 32" NB, 4° 59' 28" OL | 527920 | Upload foto                                                              |
| De Haar, twee dienstwoningen                                             | Dienstwoning              | 1953                                     |           | Wethouder de Greeflaan 13 | 52° 7' 22" NB, 4° 59' 31" OL | 527921 | De Haar, twee dienstwoningen                                             |
| De Haar, brug over noordelijke vijver                                    | Tuin, park en plantsoen   |                                          |           | Kasteellaan bij 1         | 52° 7' 33" NB, 4° 59' 28" OL | 530011 | Meer afbeeldingen                                                        |
| De Haar, bank bij tennishuisje                                           | Tuin, park en plantsoen   | begin 19e eeuw                           |           | Kasteellaan bij 1         | 52° 7' 26" NB, 4° 59' 6" OL  | 530012 | De Haar, bank bij tennishuisje                                           |
| De Haar, fontein aan begin grand canal                                   | Tuin, park en plantsoen   | 1900                                     |           | Kasteellaan bij 1         | 52° 7' 21" NB, 4° 59' 11" OL | 530013 | De Haar, fontein aan begin grand canal                                   |
| De Haar, smeedijzeren hek (niet op locatie)                              | Tuin, park en plantsoen   | 1900                                     |           | Kasteellaan bij 1         |                              | 530014 | De Haar, smeedijzeren hek (niet op locatie)                              |